# Župnija Bloke
Župnija Bloke je rimskokatoliška teritorialna župnija dekanije Cerknica nadškofije Ljubljana.